# Enrico Rossi (Politiker)

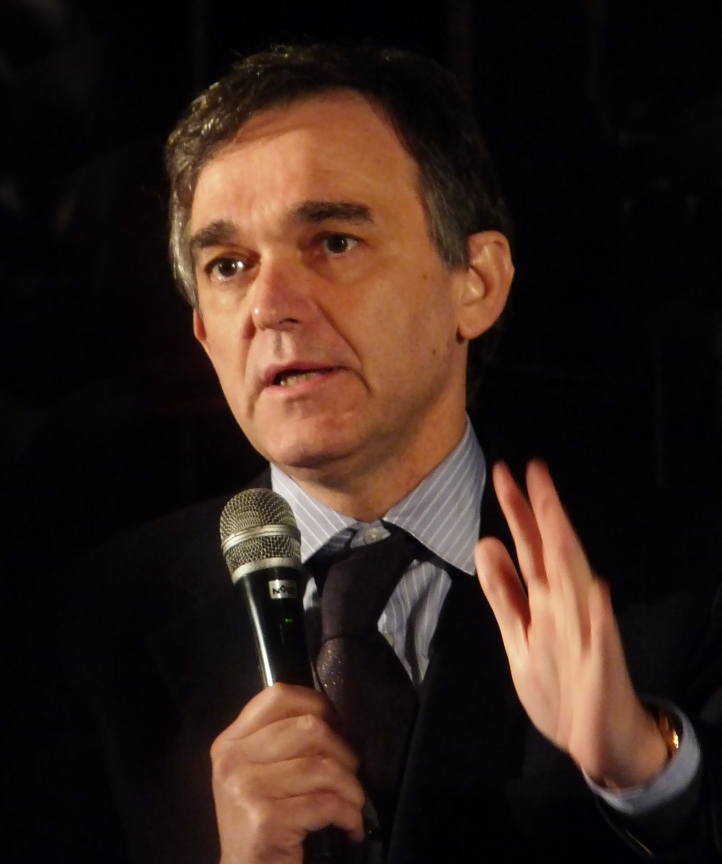
Enrico Rossi (2010)

Enrico Rossi (* 28. August 1958 in Bientina, Provinz Pisa) ist ein italienischer Politiker (PCI, (P)DS, PD, Art.1-MDP) und seit 2010 Präsident der Region Toskana.

## Werdegang
Rossi entstammt einer Arbeiterfamilie. Er absolvierte das humanistische Gymnasium in Pontedera und anschließend ein Studium der Philosophie an der Universität Pisa. 1985 begann er als Redakteur bei der Zeitung Il Tirreno. Als Mitglied der Kommunistischen Partei Italiens (PCI) wurde er 1990 Bürgermeister von Pontedera und blieb es – inzwischen Mitglied der Linksdemokraten (DS) – bis 1999.
Im Jahr 2000 zog Rossi in das Regionalparlament der Toskana ein, in das er 2005 wiedergewählt wurde. Von 2000 bis 2010 war er Regionalminister für Gesundheit. In dieser Zeit reformierte er das regionale Gesundheitswesen, das 2014 unter den italienischen Regionen mit Normalstatut an erster Stelle stand.
Bei den Regionalwahlen am 29. März 2010 kandidierte er für das Amt des Präsidenten der Region und erhielt bei der Direktwahl knapp 60 Prozent der Stimmen. Am 31. Mai 2015 wurde er bei den Regionalwahlen mit 48 Prozent der Stimmen in seinem Amt bestätigt.
Am 25. Februar 2017 trat Rossi aus der PD aus und beteiligte sich an der Gründung der Partei Articolo 1 – Movimento Democratico e Progressista, mit Pier Luigi Bersani (Parteivorsitzender der PD von 2009 bis 2013), Roberto Speranza und Vasco Errani. Damit war er der erste und bislang einzige Regionalpräsident dieser Partei. Anlässlich der Europawahl im Mai 2019 verließ er Articolo 1 wieder und kehrte zur PD zurück. Als Gründe nannte er den neuen Kurs der PD unter Nicola Zingaretti sowie den Wunsch nach Einheit des Mitte-links-Lagers angesichts des erstarkten Populismus und Rechtsextremismus.